# Quedaritas
```
   |-
       |
Erro:
:  
valor não especificado para "
nome_comum
"

   |-
       | 
Erro:
:  
valor não especificado para "
continente
"
```

Os Quedaritas, também chamados Kedaritas, Quedarenes, Quedar, Kedar ou Reino de Quedar, foram uma antiga confederação tribal árabe, essencialmente nômade. Descrita como "a mais organizada das tribos da Arábia do norte", no auge do seu poder, no século VI a.C., eles controlaram uma grande região entre o golfo Pérsico e a península do Sinai.
A tradição bíblica sustenta que o nome de quedaritas provém de Quedar, o segundo filho de Ismael, mencionado no livro de Gênesis (25:13) e 1 Crônicas (1:29) do Antigo Testamento, onde também há referências frequentes a Quedar como uma tribo. As inscrições extrabíblicas mais recentes descobertas por arqueólogos que mencionam que os quedaritas são do Império Neoassírio. Passando os séculos VIII e VII a.C., elas listam os nomes dos reis quedaritas que se revoltaram e foram derrotados em batalha, bem como aqueles que pagaram tributos aos monarcas assírios, incluindo Zabibe, rainha dos árabes (šar-rat KUR.a-ri-bi). Também há inscrições em aramaico e sul-arábica relembrando os quedaritas, que também aparecem brevemente em escritos de historiadores romanos e da Grécia clássica, como Heródoto, Plínio, o Velho e Diodoro Sículo.
Não está claro quando os quedaritas deixaram de existir como um povo ou confederação separadamente definidos. Aliados com os nabateus, é provável que eles tenham sido incorporados dentro do estado nabateu em torno do século II d.C. A maioria dos estudiosos árabes de genealogia consideram que Ismael foi um antepassado ancestral do povo árabe e atribuem grande importância dos seus relatos aos seus dois primeiros filhos (Nebaiote e Quedar), atribuindo a ascendência de Maomé, o fundador do islã, a um ou outro filho, dependendo do estudioso.